# Phare de Castello Normanno
Le phare de Castello Normanno (en italien : Faro di Castello Normanno) est un phare situé au sommet d'un château médiéval dans la commune de Castellammare del Golfo en mer Tyrrhénienne, dans la province de Trapani (Sicile), en Italie.

## Histoire
Le phare a été mis en service en 1901, à l'extrémité nord du port de Castellammare del Golfo. Le phare est entièrement automatisé et alimenté par une unité solaire. Il est géré par la Marina militare.

## Description
Le phare  se compose d'une tourelle quadrangulaire de 4 m de haut, supportant une petite lanterne. Le bâtiment est peint en blanc et le dôme de la lanterne est gris métallisé. Il émet, à une hauteur focale de 19 m, deux éclats blancs toutes les 10 secondes. Sa portée est de 10 milles nautiques (environ 19 km).
Identifiant : ARLHS : ITA-... ; EF-3182 - Amirauté : E1992 - NGA : 9968 .

## Caractéristiques dufeu maritime
Fréquence : 10 secondes (W)
- Lumière : 1 seconde
- Obscurité : 2 secondes
- Lumière : 1 seconde
- Obscurité : 6 secondes

|                  |
| L'entrée du port |

|          |
| Le phare |

### Lien connexe
- Liste des phares de la Sicile